# Palais Lobkowicz (Prager Kleinseite)
Koordinaten: 50° 5′ 13,8″ N, 14° 23′ 53″ O

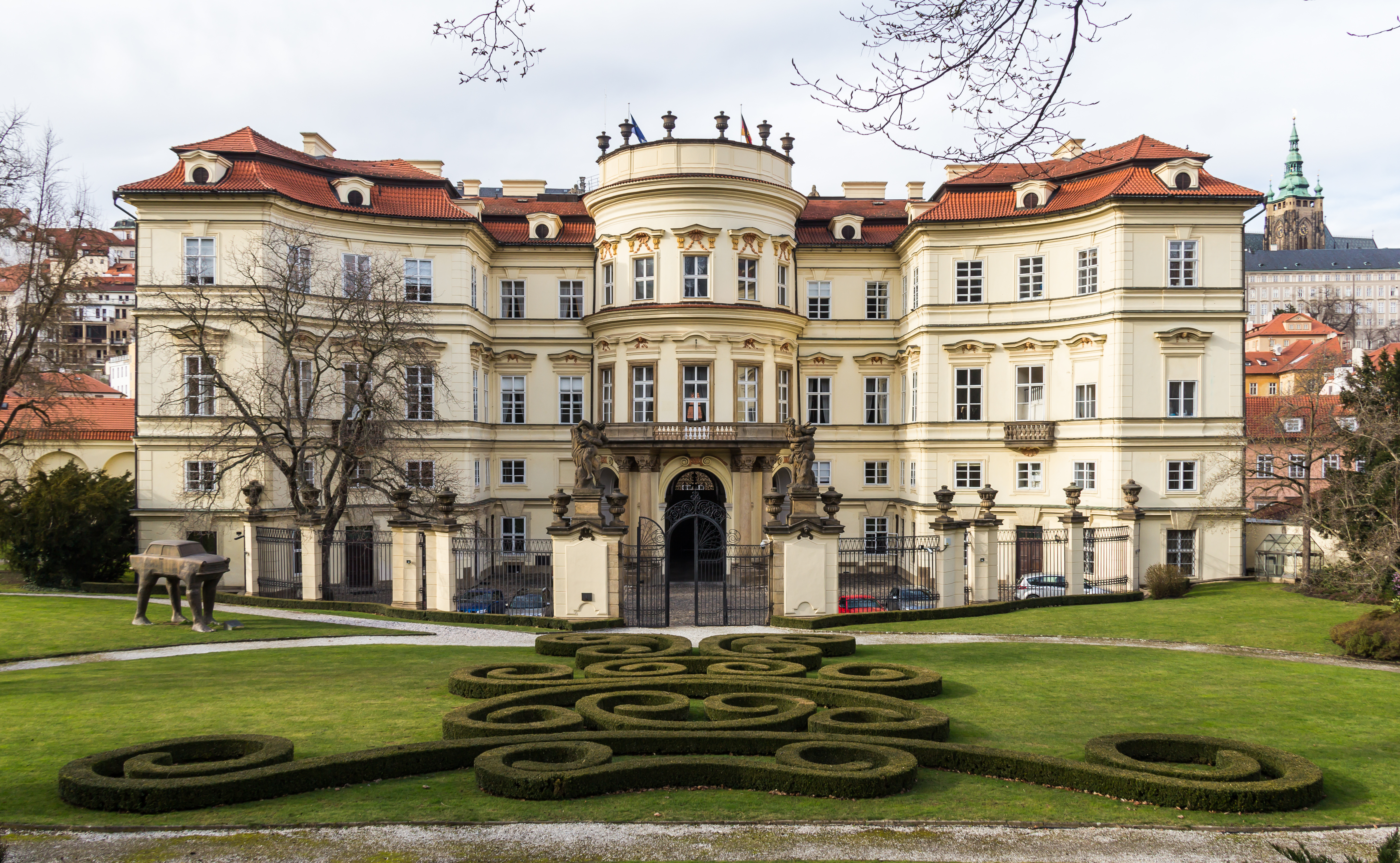
Gartenseite des Palais Lobkowicz

Das barocke Palais Lobkowicz, auch Palais Lobkowitz (tschechisch Lobkovický palác), auf der Prager Kleinseite ist die ehemalige Stadtresidenz des böhmischen Adelsgeschlechtes der Lobkowicz und seit 1974 Sitz der Deutschen Botschaft in Prag. Es steht in der Straße Vlašská Nr. 19. Weltweit bekannt wurde das Palais im Spätsommer 1989, als dort Tausende DDR-Bürger, die in den Westen fliehen wollten, Zuflucht suchten, und der damalige Außenminister Hans-Dietrich Genscher ihnen in einer Rede vom Balkon des Hauses aus die Ausreisemöglichkeit verkündete.

## Geschichte
Die Familie besaß das in der Zeit von 1703 bis 1707 vom Architekt Giovanni Battista Alliprandi und Hofsteinmetz Giovanni Pietro della Torre für Franz Karl Graf Přehořovský erbaute Barockpalais seit 1753. Nachdem Maria Josefa Ludmila Černín von Chudenic 1753 dem Fürsten August Anton Josef von Lobkowicz ihre Hand zum ewigen Bund reichte, kam das Palais ins Eigentum jener Familie, die es bis ins Jahr 1927 bewohnte und ihm den noch heute üblichen Namen geben sollte: Das Palais wurde zum Prager Stammsitz des Hořín-Mělníker Zweiges der böhmischen Adelsfamilie Lobkowicz. Es gehört zu den bekanntesten Palais im barocken Baustil Prags, Ludwig van Beethoven und Carl Maria von Weber gaben im Kuppelsaal Konzerte.
1927 verkaufte die Familie das Gebäude an den tschechoslowakischen Staat. Einige Jahre war das Palais Sitz der Botschaft der Volksrepublik China. Nach der Aufnahme der diplomatischen Beziehungen im Jahr 1973 dient es seit 1974 als Sitz der Botschaft der Bundesrepublik Deutschland.
Im Spätsommer 1989 wurde die Deutsche Botschaft in Prag weltweit bekannt, als Tausende DDR-Bürger, die in den Westen ausreisen wollten, dort Zuflucht suchten und Palais und Gelände für Wochen besetzten; zuletzt waren es 4500 Personen, was eine große Herausforderung sowohl hinsichtlich der Ernährung als auch der Schlafgelegenheiten und der sanitären Verhältnisse bedeutete, die auf die Dauer nicht zu bewältigen gewesen wäre. Am 30. September 1989 konnte der damalige deutsche Außenminister Hans-Dietrich Genscher den Wartenden nach Verhandlungen mit der DDR und der Tschechoslowakei an Ort und Stelle verkünden, dass sie in die Bundesrepublik ausreisen dürfen. Vom Balkon im ersten Stockwerk des Palais aus sprach er den berühmten unvollendeten Satz: „Wir sind zu Ihnen gekommen, um Ihnen mitzuteilen, dass heute Ihre Ausreise …“ Das Ende des Satzes („möglich geworden ist“) ging im Jubel der Menge unter. An dieses Ereignis, das schließlich den Weg zum Fall der Berliner Mauer am 9. November ebnete, erinnert eine Gedenktafel auf dem Balkon im ersten Stockwerk.
Im Rückblick äußerte Genscher 2011 dazu: „Unglaublich: In jenen Tagen zwischen dem 10. und dem 30. September 1989 fand eine Umkehr der gesamten DDR-Ausreisepolitik statt.“ Nach Ende der Besetzung wurde das Areal saniert.
Das Gebäude sollte nach deutsch-tschechischen Plänen, die Mitte der 1990er Jahre entstanden, in Bundeseigentum übergehen. Im Gegenzug war vorgesehen, die leerstehende ehemalige US-Botschaft, Neustädtische Kirchstraße 4–5 in Berlin-Mitte an die Tschechische Republik zu übergeben. Im August 2009 teilte das Auswärtige Amt mit, die Gespräche mit Tschechien hierüber hätten sich verdichtet. Ende August 2014 wurde jedoch bekannt, dass die Verkaufsverhandlungen gescheitert seien. Die tschechische Regierung – so hieß es – wolle sich nicht dem Vorwurf aussetzen, ein Schmuckstück barocker Architektur ans Ausland zu veräußern. Statt eines Verkaufs wurde ein Mietvertrag über 50 Jahre abgeschlossen.

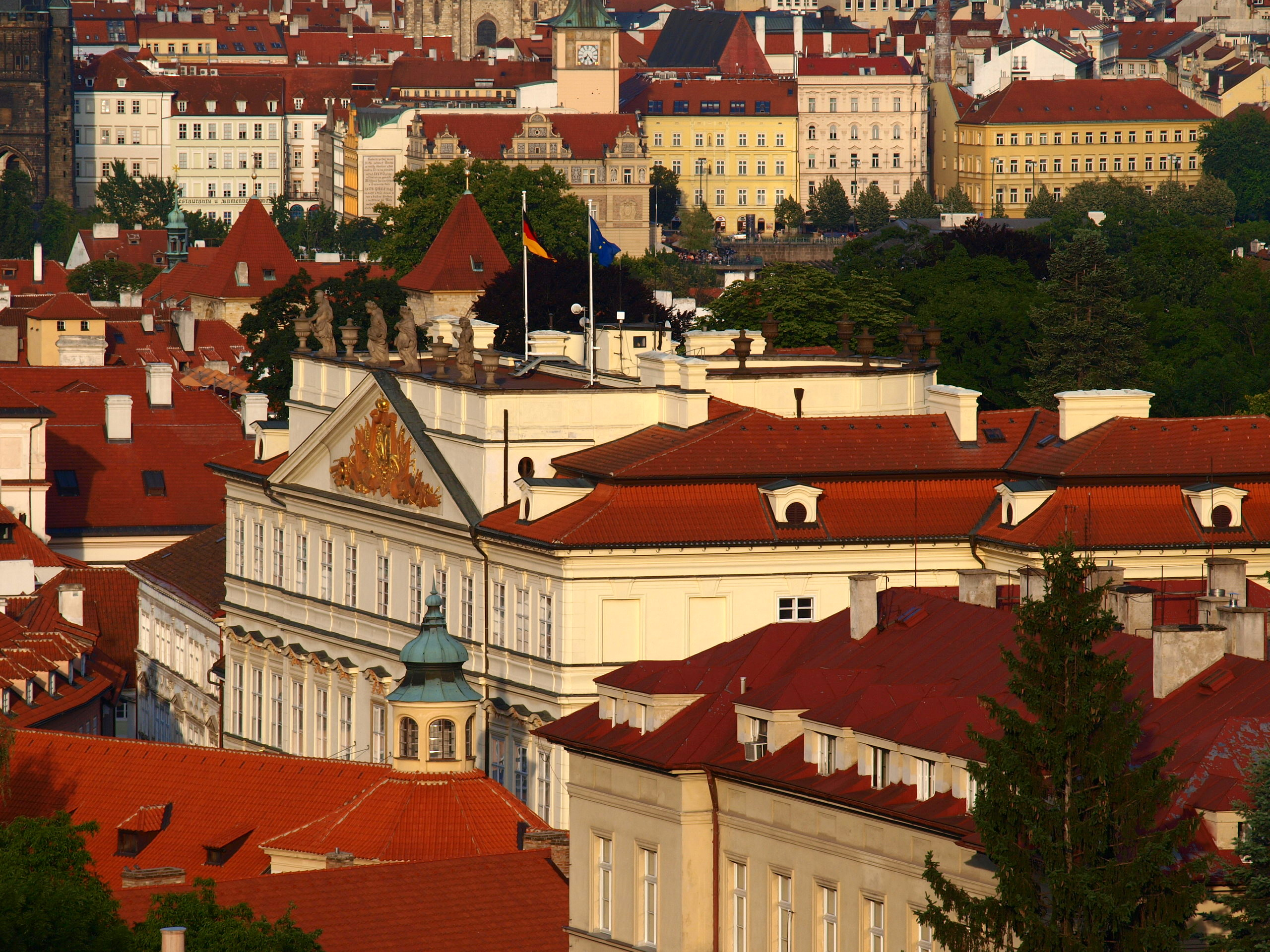
Seitliche Ansicht
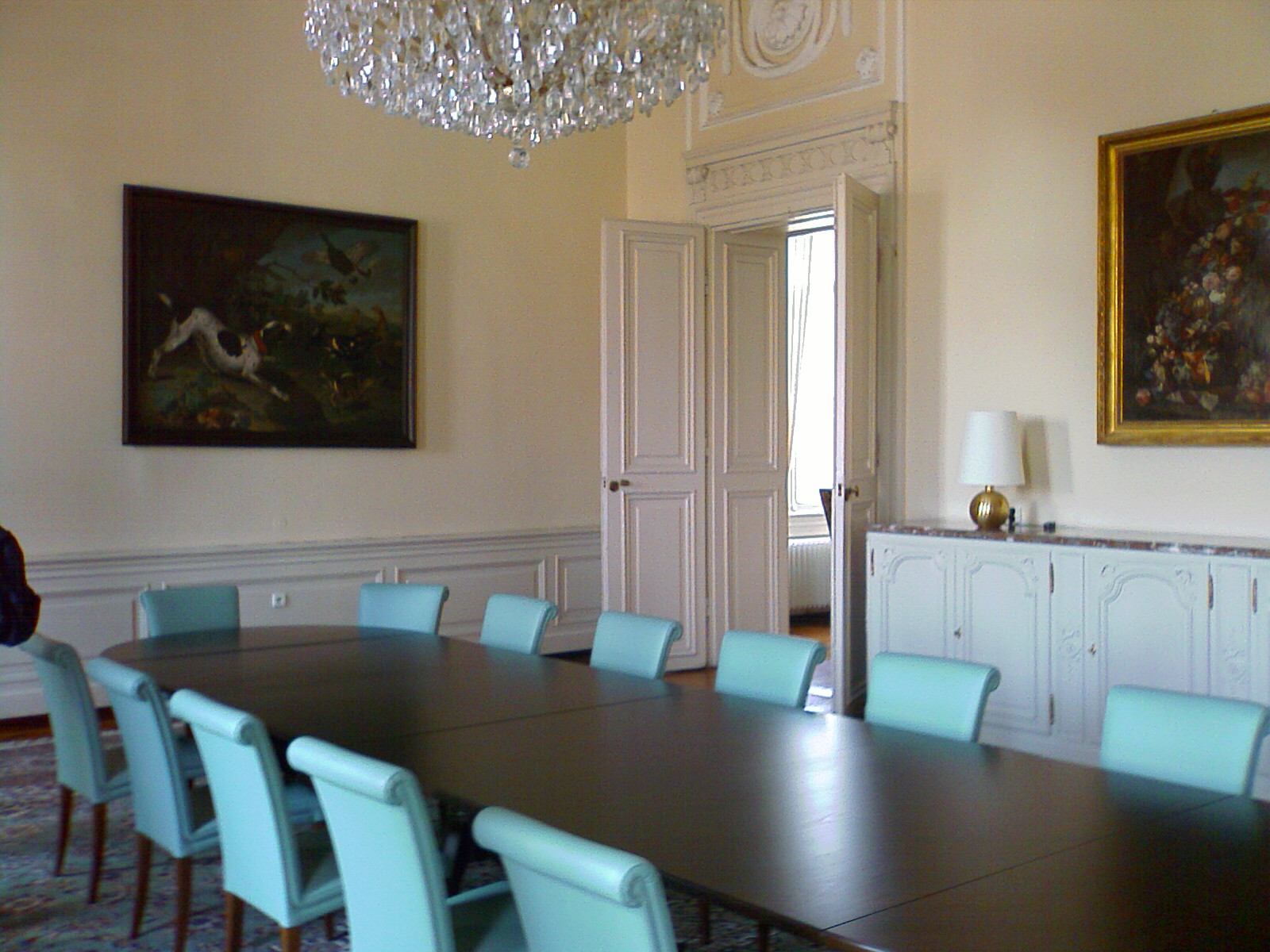
Einer der Innenräume im Palais
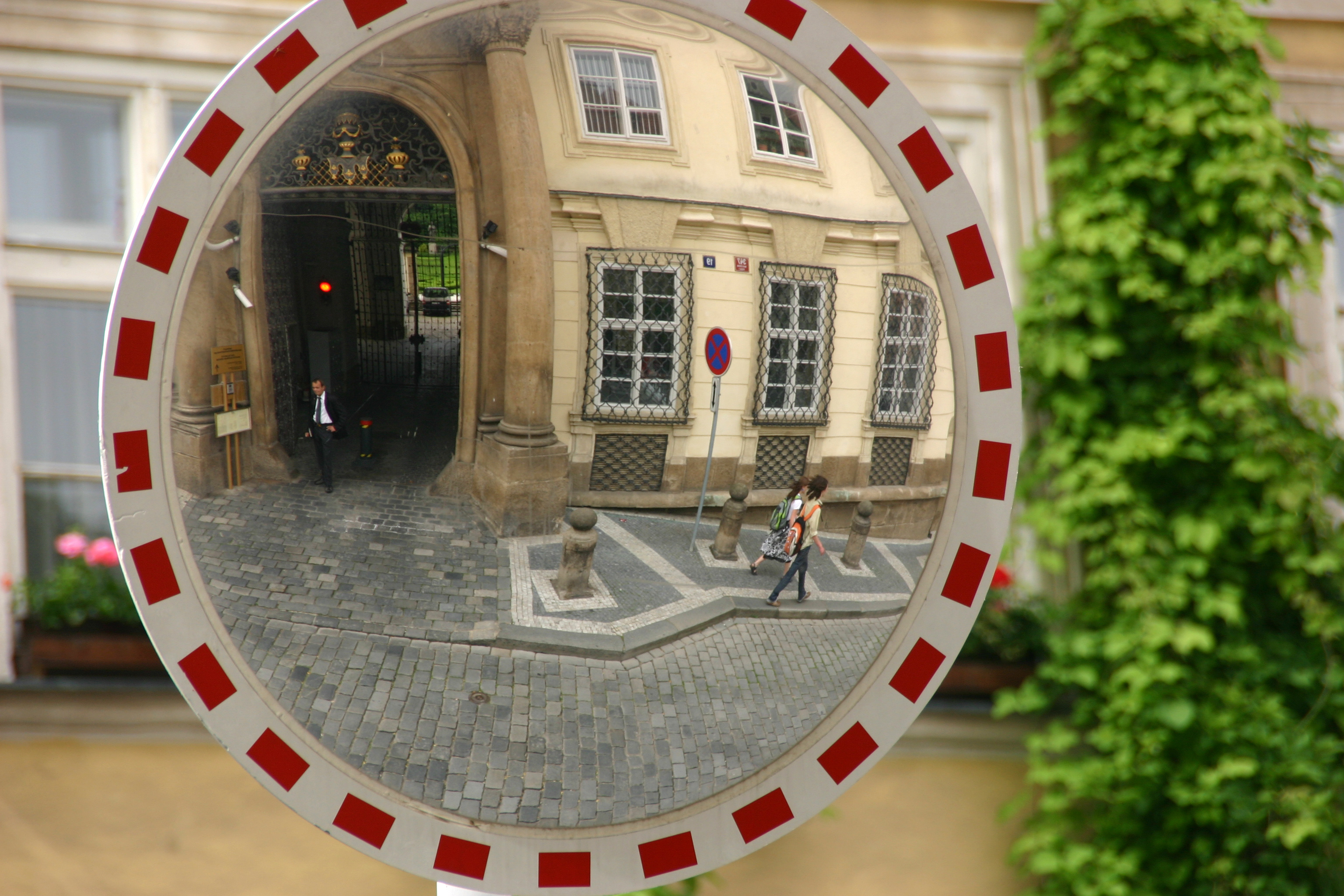
Straßenseite im Spiegel
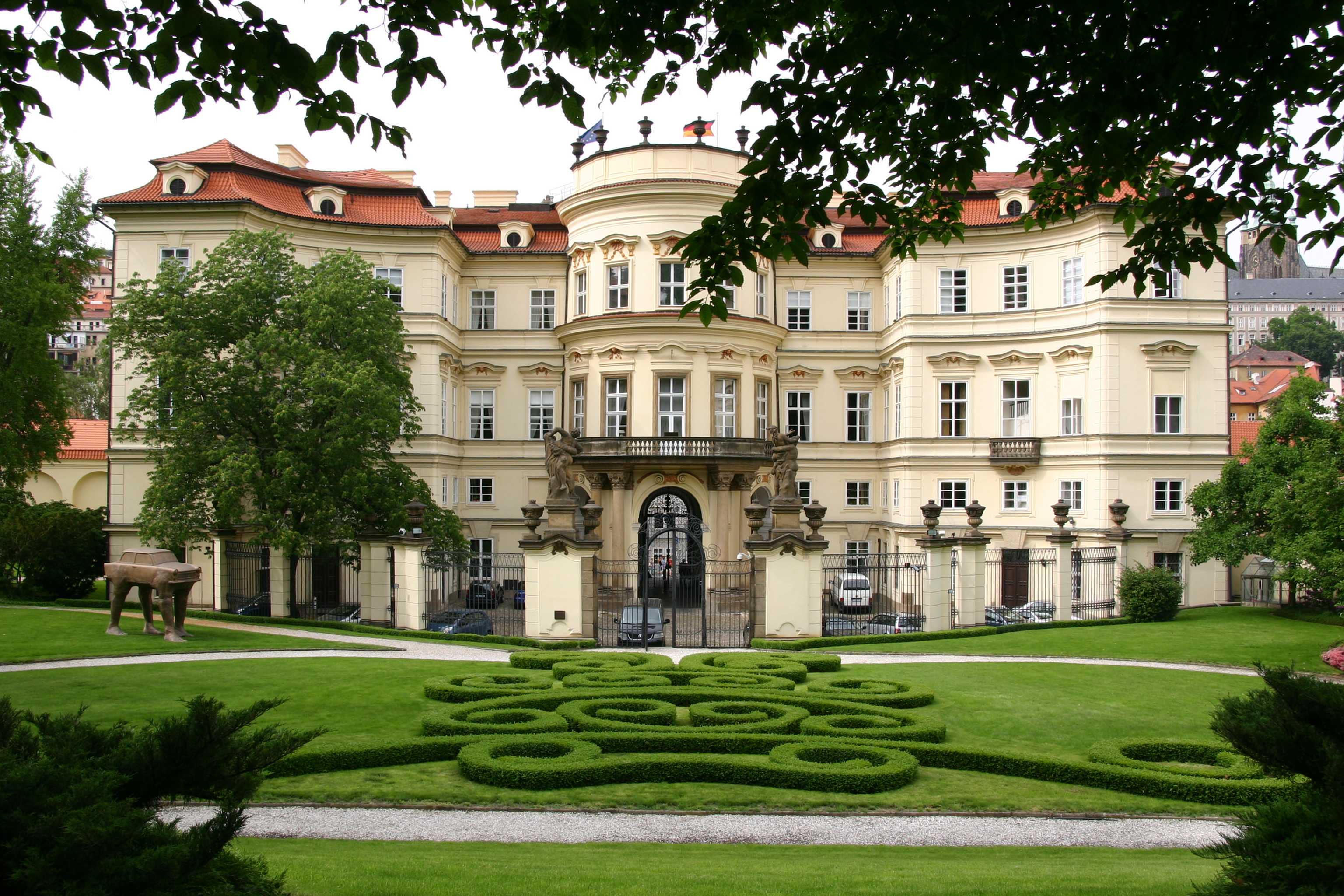
Gartenseite mit Trabi
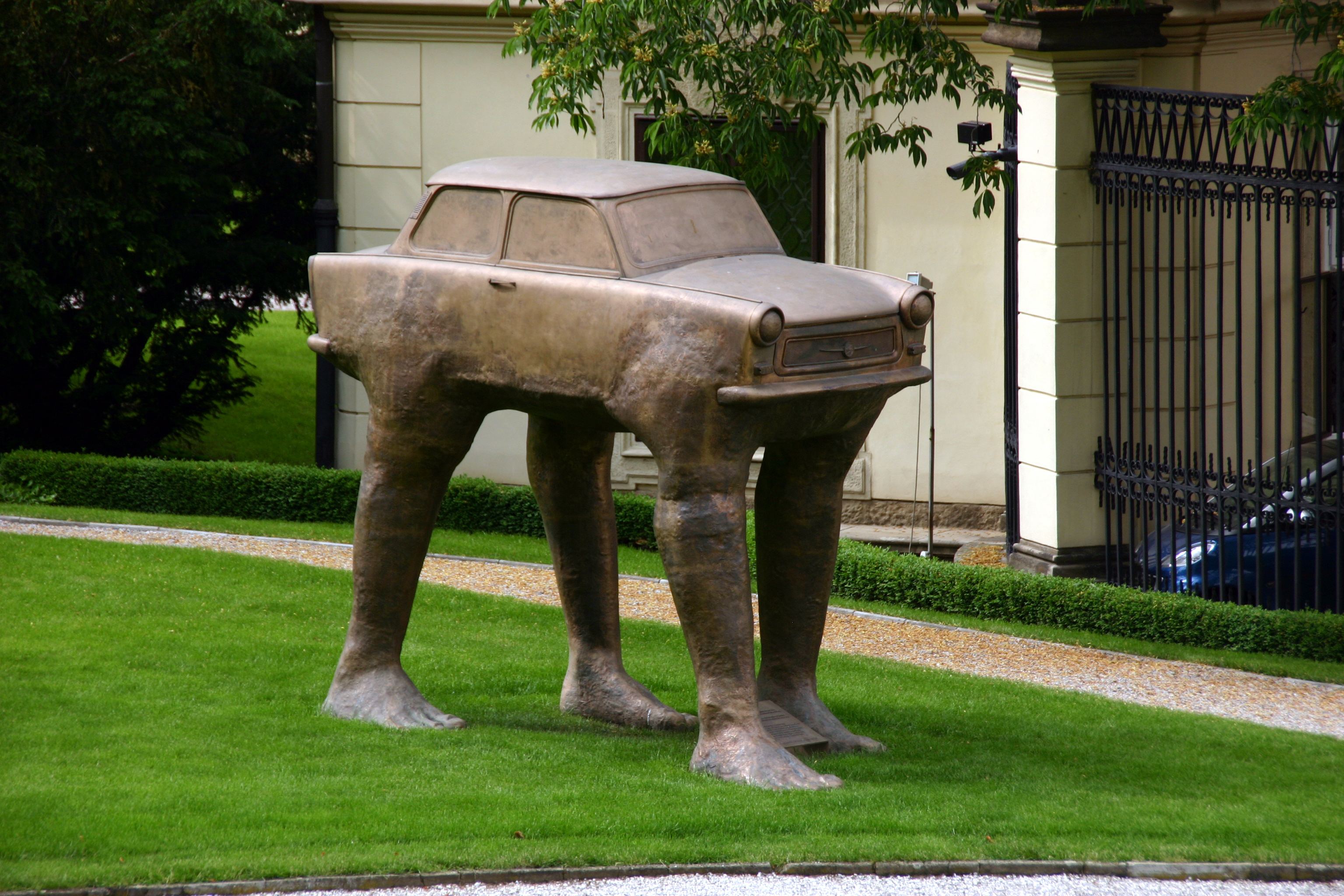
Trabi-Skulptur "Quo vadis" von David Černý
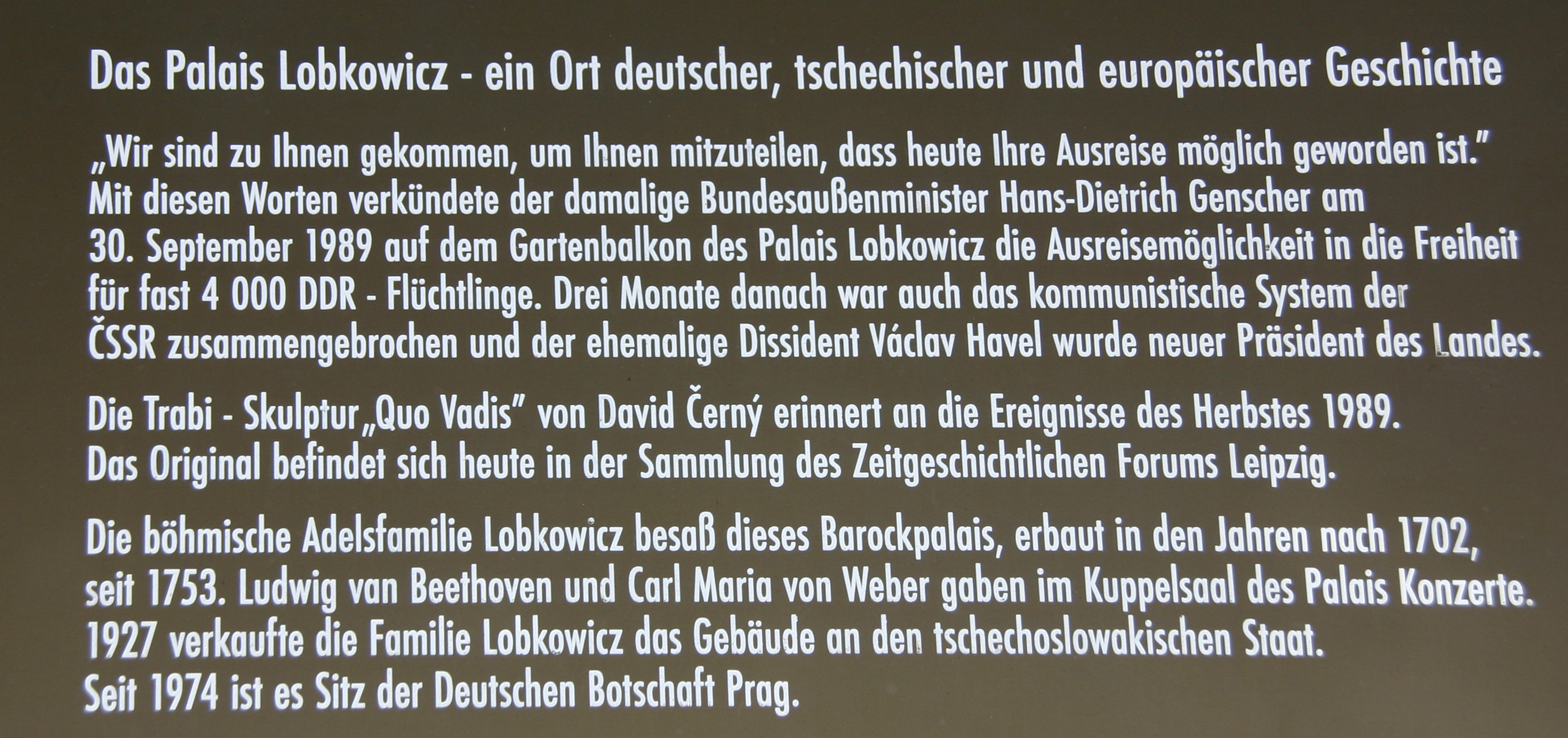
Erinnerung an 1989

## Spielfilm
Über die Ereignisse im Jahr 1989 entstand 2007 ein Spielfilm mit dem Titel „Prager Botschaft“. Die Regie führte Lutz Konermann.